# Туельм
Туельм — река в России, протекает по Мурманской области. Устье реки находится в 18 км по левому берегу реки Кацким. Длина реки составляет 28 км, площадь водосборного бассейна — 217 км².

## Данные водного реестра
По данным государственного водного реестра России относится к Баренцево-Беломорскому бассейновому округу, водохозяйственный участок реки — Тулома от истока до Верхнетуломского гидроузла, включая Нот-озеро. Речной бассейн реки — бассейны рек Кольского полуострова, впадает в Баренцево море.
Код объекта в государственном водном реестре — 02010000312101000001981.